# Andrónico de Panonia
Andrónico de Panonia (en griego: Ἀνδρόνικος) fue un cristiano del siglo I mencionado por el Apóstol Pablo en su Epístola a los Romanos (cap 16):

Saluda a Andrónico y a Junia, mis parientes y compañeros de prisión, que son notables entre los apóstoles, que también estuvieron en Cristo antes que yo.
KJV Authorized Version

Según ese versículo, Andrónico era pariente de Pablo y compañero de prisión en algún momento, particularmente conocido entre los apóstoles, y se había convertido en un seguidor de Jesucristo antes de la Conversión de San Pablo, conversión que tuvo lugar en el camino a Damasco. Generalmente se asume que Junia era su esposa, pero podrían haber sido hermano y hermana, o padre e hija, o no tener ninguna relación cercana entre sí, sino con Pablo como parientes. La Iglesia católica conmemora su celebración el 17 de mayo.

## Apostolado
Las traducciones del Nuevo Testamento varían con sus interpretaciones de las palabras griegas traducidas como "de nota" y "apóstoles". Una teoría es que Andrónico y Junia no eran apóstoles ellos mismos, pero gozaban de una alta reputación entre los apóstoles. Sin embargo, la clasicista Evelyn Stagg y el erudito del Nuevo Testamento Dr. Frank Stagg escriben que Pablo hace un punto especial al declarar explícitamente lo bien conocida que es la pareja para él. Sus referencias al encarcelamiento de la pareja con él y a la época de su conversión en relación con la suya propia no le darían ningún interés en remitirse a la opinión de otros como fuente de credenciales. Por lo tanto, se considera competente para avalar a la pareja como "apóstoles" sobre la base de su propia relación con ellos. Los Stagg concluyen que tanto el contexto como el contenido de este versículo exigen que se lea naturalmente como un elogio de Pablo a Andrónico y Junia por ser notables trabajadores cristianos y "apóstoles" junto a Silas, Timoteo y otros a los que se les dio ese título en la Iglesia primitiva. La visión tradicional de la Iglesia Ortodoxa Oriental, afirma que Andrónico fue obispo de Panonia y que tanto Andrónico como Junia fueron martirizados.

## Veneración
En las tradiciones de la Ortodoxa Oriental, Andrónico fue uno de los Siete Apóstoles. Andrónico fue nombrado obispo de Panonia y predicó el Evangelio por toda Panonia junto con Junia. Andrónico y Junia consiguieron llevar a muchos a Cristo y derribar muchos templos de idolatría. La tradición sostiene que eran capaces de realizar milagros, con los que expulsaban a los demonios y curaban a muchos de enfermedades y dolencias.
En la tradición ortodoxa oriental, Andrónico murió como mártir. Él y Junia se conmemoran en la Iglesia Ortodoxa Oriental el 17 de mayo. En la tradición ortodoxa oriental, Andrónico partió en paz un día antes de la partida de Junia. Se le conmemora en el 22 de pasiones  de la liturgia ortodoxa copta en la Iglesia ortodoxa copta.
El católico arzobispado de Moravia fue establecido originalmente por el papa Nicolás I en el siglo IX como un renacimiento de la sede fundada por Andrónico.